# Серии Оцеляване (1998)
Сериите Оцеляване (1998) (на английски: Survivor Series) е дванадесетото годишно pay-per-view събитие от поредицата Серии Оцеляване, продуцирано от Световната федерация по кеч (WWF). Провежда се на 15 ноември 1998 г. в Сейнт Луис, Мисури.

## Обща информация
На картата на събитието са насрочени четиринадесет мача, забележимо по-голям брой от повечето събития, тъй като основният акцент е турнир за вакантната Титла на WWF. Освен турнира, има още два мача за титли: първата защита на Титлата при жените на WWF, тъй като тя е активирана отново и троен отборен мач за Световните отборни титли на WWF.
Това събитие е и първото, коeто не включва елиминационни мачове, въпреки че представата за оцеляване е очевидна в нокаут турнира. Единственото друго събитие на Сериите Оцеляване без никакъв елиминационен мач е през 2002 г., където е дебютът на мача в елиминационна клетка, тип мач, базиран също на оцеляване.

## Резултати
| №                                                                        | Резултати                                                                                    | Правила      | Време      |
| ------------------------------------------------------------------------ | -------------------------------------------------------------------------------------------- | ------------ | ---------- |
| 1Т                                                                       | Твърде много (Брайън Кристофър и Скот Тейлър) побеждават Харди бойз (Джеф Харди и Мат Харди) | Отборен мач  | Неизвестно |
| 2                                                                        | Менкайнд поб. Дуан Джил                                                                      | Първи кръг   | 00:30      |
| 3                                                                        | Ал Сноу (с Главата) поб. Джеф Джарет (с Дебра)                                               | Първи кръг   | 03:31      |
| 4                                                                        | Ледения Стив Остин поб. Биг Бос Мен чрез дисквалификация                                     | Първи кръг   | 03:20      |
| 5                                                                        | Стивън Ригъл срещу Екс Пак приключва с двойно отброяване                                     | Първи кръг   | 08:10      |
| 6                                                                        | Кен Шамрок поб. Златен прах чрез предаване                                                   | Първи кръг   | 05:56      |
| 7                                                                        | Скалата поб. Биг Бос Мен                                                                     | Първи кръг   | 00:03      |
| 8                                                                        | Гробаря (с Пол Беърър) поб. Кейн                                                             | Четвъртфинал | 07:16      |
| 9                                                                        | Менкайнд поб. Ал Сноу (с Главата) чрез предаване                                             | Четвъртфинал | 03:55      |
| 10                                                                       | Скалата поб. Кен Шамрок                                                                      | Четвъртфинал | 08:20      |
| - (ш) – указва шампиона/шампионите в мача - Т – показва, че мача е тъмен |                                                                                              |              |            |

| №                                         | Резултати | Правила                                                                                | Време |
| ----------------------------------------- | --- | -------------------------------------------------------------------------------------- | ----- |
| 1                                         | Сейбъл поб. Жаклин (ш) (с Марк Меро)                                                                             | Индивидуален мач за Титлата при жените на WWF с Шейн Макмеън като специален гост съдия | 03:14 |
| 2                                         | Менкайнд поб. Ледения Стив Остин                                                                                 | Полуфинал                                                                              | 10:27 |
| 3                                         | Скалата поб. Гробаря (с Пол Беърър) чрез дисквалификация                                                         | Полуфинал                                                                              | 08:23 |
| 4                                         | Разбойниците на Новото време (Били Гън и Роуд Дог) (ш) поб. Д'Ло Браун и Марк Хенри, и Хедбенгърс (Мош и Трашър) | Мач Тройна заплаха за Световните отборни титли на WWF                                  | 10:10 |
| 5                                         | Скалата поб. Менкайнд чрез предаване                                                                             | Финал за Титлата на WWF                                                                | 17:10 |
| - (ш) – указва шампиона/шампионите в мача | |                                                                                        |       |